# 김태환 (2000년)
김태환(金泰煥, 2000년 3월 25일 ~ )은 대한민국의 축구 선수로, 포지션은 오른쪽 풀백, 센터백, 오른쪽 측면 미드필더이다. 제주 SK 소속으로, 현재 김천 상무로 군 복무 중이다.

## 클럽 경력
의정부 신곡초에서 축구를 시작한 뒤, 매탄중를 거쳐 수원 삼성 블루윙즈와 연을 맺었다. 청소년 국가대표로 꾸준히 출전하며 이름을 알렸고, 매탄고에 진학한 후 고등학교 2학년부터 R리그에 출전하며 주목받았다. 매탄고 축구부는 2017년에 춘계고등연맹전, K리그 주니어 A그룹 전·후기리그, 고등리그 왕중왕전 등에서 우승을 차지했으며 중요한 역할을 했다. 
2018년 고등학교 3학년 때는 팀 주장으로 임명되었고, 7월 11일, 수원 삼성 블루윙즈와 준프로 계약을 체결하며 K리그의 두 번째 준프로 선수가 되었다.
2020 시즌 24라운드 인천 원정 경기에서 고승범의 어시스트를 받아 멋진 왼발 슈팅으로 K리그 데뷔골을 기록하고, 박건하의 '옷깃 세레머니'를 따라하며 박건하 감독에게 달려가 안겼다. 이후 데뷔 후 처음으로 K리그1 라운드 베스트 11에 선정되었습다. 12월 7일 ACL 16강 요코하마FM전에서는 57분에 동점골을 기록하며 팀의 3 – 2 승리를 이끌었고, 수비에서도 활약을 펼쳤다. 그러나 10일 8강 비셀 고베와의 경기에서는 38분만에 퇴장당했다. 그럼에도 불구하고 2020 ACL에서 수원 삼성 블루윙즈의 최고 신인 선수로 주목받았다.
2021 시즌 5월 1일, 13라운드 포항과의 홈경기에서 오른쪽 윙백으로 선발 출전한 후, 경기 막판 최전방 공격수로 포지션을 변경했다. 88분에 이기제의 크로스를 헤더골로 연결해 동점골을 기록하며 경기를 1 – 1로 이끌었다. 이 경기에서 멀티 플레이어로서의 장점을 보여주었고, 그 활약 덕분에 K리그1 베스트 11 MF 부문 후보에 올랐다.
2024 시즌 1월 14일 제주 유나이티드로 이적 하였다. 9라운드 울산 원정 경기에서 56분 선제골을 만들어냈지만 팀은 수비 부재로 3 – 1 역전패하였다. 11라운드 대구와의 홈경기에서 후반전 76분 팀의 결승골을 만들어내며 팀의 1 – 0 승리와 연패탈출에 기여했다.

## 국가대표팀 경력
2020 시즌 수원 삼성 블루윙즈에서 활약을 바탕으로 2020 도쿄 올림픽 대비 U-23 대표팀 명단에 선발되었다. 2021년 6월 김학범호의 가나전 평가전에 소집되어 데뷔했으나 도쿄 올림픽 출전은 불발되었다. 이후 황선홍호가 출범한 후, 2022 U-23 아시안컵 예선에는 차출되지 않았고, 국내 훈련에는 계속 포함되었다.
2022 AFC U-23 아시안컵에서는 최종 명단에 포함되어 말레이시아전과 베트남전에서 우측 풀백으로 선발 출전하며 8강 진출을 이끌었고, 말레이시아전에서는 중거리 발리슛으로 추가골을 기록했다.
2023년에는 도하 원정 친선 경기 명단에 미드필더로 포함되며 국가대표로 다시 소집되었다.